# Bryan Dattilo
Bryan Ronald Dattilo (ur. 29 lipca 1971 r. w Kankakee, w stanie Illinois) – amerykański aktor telewizyjny.

## Wybrana filmografia

### Seriale TV
- 1986: Crazy Like a Fox jako mały chłopak
- 1992: California Dreams jako Ted
- 1992: Doogie Howser, lekarz medycyny (Doogie Howser, M.D.) jako Charlie Morris
- 1993: Byle do dzwonka (Saved by the Bell)
- 2006: CSI: Kryminalne zagadki Nowego Jorku (CSI: NY) jako Lucas Garlobo
- 1993-2010: Dni naszego życia (Days of Our Lives) jako Lucas Robertson
- od 2012: Dni naszego życia (Days of Our Lives) jako Lucas Desmond Horton